# Cecil Parkinson
Cecil Edward Parkinson, Baron Parkinson (Carnforth, Engeland, 1 september 1931 – Londen, Engeland, 22 januari 2016) was een Brits politicus van de Conservative Party.
Parkinson was tussen 1979 en 1990 bewindspersoon in het kabinet Margaret Thatcher. Hij was onderminister voor Handel van 1979 tot 1981, minister van Posterijen van 1981 tot 1983, Kanselier van het Hertogdom Lancaster van 1982 tot 1983, minister van Economische Zaken in 1983, ministers van Energie van 1987 tot 1989 en minister van Transport van 1989 tot 1990. Hij was tweemaal Partijvoorzitter van de Conservative Party van 1981 tot 1983 en van 1997 tot 1998.
Parkinson moest op 16 oktober 1983 aftreden als minister van Economische Zaken na het uitkomen van een buitenechtelijke relatie met zijn voormalig secretaresse.
Op 29 juni 1992 werd Parkinson benoemd als baron Parkinson en werd lid van het Hogerhuis.
- Gemeinsame Normdatei: 119224798
- International Standard Name Identifier: 0000 0001 1666 7107
- Library of Congress Control Number: n94031196
- Nationale Bibliotheek van Israël: 987012502052505171
- Nederlandse Thesaurus van Auteursnamen: 110688449
- Système universitaire de documentation: 151911398
- Virtual International Authority File: 69734197
- WorldCat: E39PBJdCtTqRvb4CwykxMGTmBP